# Catherine de Marie Rodríguez
Catherine de Marie Rodríguez (Cordoba, 27 novembre 1823 - Cordoba, 5 avril 1896) est une religieuse catholique argentine fondatrice des servantes du Cœur de Jésus de Córdoba et vénérée comme bienheureuse par l'Église catholique.

## Biographie
Josefa Saturnina Rodríguez perd sa mère à l'âge de trois ans puis son père à ses neuf ans. Elle est confiée à ses tantes Luisa et Ignacia Orduña, qui l'instruisent dans une profonde tradition religieuse. À l'âge de 23 ans, elle se sent appelée à la vie religieuse mais à cette époque l'Argentine ne compte que des congrégations féminines contemplatives et Josefa souhaite mener une vie apostolique. Dès lors, elle s'engage auprès des jésuites et les aide dans l'œuvre des Exercices spirituels. À l'âge de 29 ans, elle épouse le colonel Manuel Antonio de Zavalía, veuf et père de deux enfants. Il meurt en 1865, après 13 ans de vie commune. Le voisinage et ceux qui connaissent Josefa reconnaissent en elle une épouse et une mère exemplaire mais elle ne compte pas se remarier et repense à la vie religieuse.
Pour réaliser son désir de vie apostolique, elle va passer sept années d'épreuves. Finalement, le 29 septembre 1872, elle fonde à Cordoba l'institut des Sœurs Esclaves du Sacré-Cœur de Jésus. Ce sera la première congrégation féminine de vie apostolique argentine. Le but est l'éducation et la promotion de la femme et l'organisation et l'animation de maisons d'exercices spirituels. Elle fait alors sa profession religieuse sous le nom de Catalina de Marie. Sa communauté s'étend et bientôt d'autres maisons sont construites. En 1877, saint José Gabriel del Rosario Brochero fait appel à elle pour l'aider de son œuvre d'évangélisation et pour l'éducation des femmes de sa vaste paroisse. Il créera aussi une maison d'exercices spirituelles, réputée dans toute la région, qu'il confiera aux sœurs de Mère Catalina.

## Béatification
La cause pour la béatification et la canonisation de Mère Catalina s'ouvre en 1941 dans le diocèse de Cordoba. L'enquête diocésaine se conclut en 1954 et elle est envoyée à Rome pour y être étudiée par le dicastère pontifical s'occupant des causes des saints. Le 18 décembre 1997, le pape Jean-Paul II reconnaît l'héroïcité de ses vertus et lui attribue le titre de vénérable.
Le 4 mai 2017, la Congrégation pour les causes des saints reconnaît comme authentique un miracle attribué à l'intercession de Madre Catalina et le pape François signe le décret de béatification. La cérémonie a été célébrée le 25 novembre 2017 à Cordoba, par le cardinal Angelo Amato, préfet de la Congrégation pour les causes des saints.